# Bình Long (Bình Phước)
Bình Long (Vietnamees: Thị xã Bình Long) is een thị xã in Vietnam van de provincie Bình Phước. Bình Long telt naar schatting 57.590 inwoners.